# 慕容紹
慕容紹（?—395年12月8日），昌黎郡棘城县人（今辽宁省锦州市义县）人，追尊燕文明帝慕容皝之孙，太原桓王慕容恪之子，后燕宗室、官员。
前燕被前秦所滅後，慕容绍與兄长慕容楷出仕前秦。
前秦建元二十年(384年)，慕容垂称燕王，改元燕兴，后燕始。燕兴三年（386年）慕容垂称帝，慕容绍官拜镇南将军。
建兴十年十一月丙戌（395年12月8日），北魏和后燕展开参合陂之战，右仆射陈留王慕容绍被杀，谥号悼。